# Milan Allé
Milan Allé er det fjerde album fra den danske rockgruppe Magtens Korridorer. Milan Allé blev udgivet i 28. september 2009 og er indspillet i Tambourine Studios i Malmö i Sverige. Per Sunding er producer. Wili Jønsson fra Gasolin er bragt ind på kor.

## Trackliste
1. "Noget Om Helte"
2. "Milan Allé"
3. "Blå Løgne"
4. "Engle"
5. "En Kold Triumf"
6. "Samvittighed"
7. "En Sidste Chance Til"
8. "Klar Besked"
9. "Sidste Omgang"
10. "Lyset Over Nørrebro"